# Berniczky Éva
Berniczky Éva (Beregszász, 1962. december 29. –) kárpátaljai magyar író.

## Életrajza
A kárpátaljai Beregszászban született. Szülővárosában a Kossuth Lajos Középiskolában érettségizett, majd 1987-ben az Ungvári Nemzeti Egyetemen szerzett tanári és bölcsészi diplomát. Azóta Ungváron él. 1983-ban házasságot kötött Balla D. Károly íróval. Gyermekei: Balla Kolos (1985) programozó matematikus, Balla Csönge (1988) szociológus, tervezőgrafikus.

## Munkássága
Az 1990-es évek elejétől publikál; előbb jegyzetekkel, később mesékkel jelentkezett, de idővel a novella vált fő műfajává. Korai írásait és meséit a kárpátaljai Irka és Pánsíp című lapok közölték, mára szinte kizárólag magyarországi lapokban publikál kisebb-nagyobb rendszerességgel (Élet és Irodalom, Bárka, Holmi, Mozgó Világ).
Novelláival szerepel számos gyűjteményes kiadványban (Körkép, Éjszakai állatkert, Novellisták könyve…). Online orgánumokban is publikál (Litera, BárkaOnline, Írócimborák), néhány elbeszélése német és svéd nyelven is megjelent, naplórészlete olaszul is. Legutóbbi három könyvét a Magvető Könyvkiadó jelentette meg:
- A tojásárus hosszúnapja (novellák, 2004)
- Méhe nélkül a bába (regény, 2007)
- Várkulcsa (novellák, 2010)

Pályája kezdetétől fogva végez szerkesztői munkát, előbb a Pánsípnak és a Galéria Kiadónak volt munkatársa (versesköteteket, antológiákat állított össze), az utóbbi években az ungvári Kárpáti Kiadó egyes magyar kiadványainak a szövegét gondozza.

## Szakmai elismerései
- Élet és Irodalom novellapályázatának III. díja (1998)
- Bárka-díj (2000)
- Az Üzenet című folyóirat és az Etna webmagazin Kosztolányi-pályázatának III. díja (2001)
- Benedek Elek-ösztöndíj (2004)
- Déry Tibor-díj (2004)
- Márai Sándor-díj (2005)
- ARTISJUS Irodalmi Díj (2006)
- Potusnyák-díj (2010)

## Könyvei
- Mezsgyén állva. A kárpátaljai magyar értelmiség az ezredforduló küszöbén; szöveggond. Berniczky Éva; Galéria, Ungvár–Bp., 1993 (Galéria könyvtár)
- Töredék hazácska; összeáll., szerk. Berniczky Éva; Galéria–Ecriture, Ungvár–Bp., 1994 (Galéria könyvtár)
- Égen járó Kismanó, UngBereg, 1996
- Száz szomorú szonett. Kárpátaljai magyar költők tizennégysorosai az ezredvég küszöbén; összeáll., szerk. Berniczky Éva; Pallas–UngBereg, Gyöngyös–Bp., 1998
- Fejezetek az üvegházból, Új Mandátum, 1999
- A topáz illemtana (Balla D. Károllyal), UngBereg, 1999
- Reggel madár, délben kötél. Füzesi Magda versei, Berniczky Éva novellái, Balla D. Károly esszéje; Pánsíp Szerkesztősége–UngBereg Alapítvány, Ungvár–Bp., 1999
- A tojásárus hosszúnapja, 2004
- Méhe nélkül a bába, 2007
- Várkulcsa. Mesterek, kóklerek, mutatványosok, szemfényvesztők; Magvető, Bp., 2010 (Magvető novellárium)
- Szerencsegyökér. Válogatott és új novellák; Kárpáti, Ungvár, 2018